# Nereididae
Famille
Synonymes
- Lycoridae Grube, 1850[1]
- Nereidae (auctt.)[1]

Les Nereididae sont une famille de vers marins polychètes.

## Systématique
Pour le WoRMS, l'auteur de cette famille est Henri-Marie de Blainville en 1818, alors que pour l’ITIS, il s'agirait de George Johnston en 1865

## Liste des genres
Selon World Register of Marine Species (8 janvier 2021) :
- genre Alitta Kinberg, 1865
- genre Australonereis Hartman, 1954
- genre Ceratocephale Malmgren, 1867
- genre Ceratonereis Kinberg, 1865
- genre Cheilonereis Benham, 1916
- genre Composetia Hartmann-Schröder, 1985
- genre Dendronereides Southern, 1921
- genre Dendronereis Peters, 1854
- genre Eunereis Malmgren, 1865
- genre Gymnonereis Horst, 1919
- genre Hediste Malmgren, 1867
- genre Imajimainereis de León-González & Solís-Weiss, 2000
- genre Kainonereis Chamberlin, 1919
- genre Kinberginereis Pettibone, 1971
- genre Laeonereis Hartman, 1945
- genre Leonnates Kinberg, 1865
- genre Leptonereis Kinberg, 1865
- genre Lycastonereis Nageswara Rao, 1981
- genre Micronereides Day, 1963
- genre Micronereis Claparède, 1863
- genre Namalycastis Hartman, 1959
- genre Namanereis Chamberlin, 1919
- genre Neanthes Kinberg, 1865
- genre Nectoneanthes Imajima, 1972
- genre Nereis Linnaeus, 1758
- genre Nicon Kinberg, 1865
- genre Olganereis Hartmann-Schröder, 1977
- genre Paraleonnates Chlebovitsch & Wu, 1962
- genre Perinereis Kinberg, 1865
- genre Platynereis Kinberg, 1865
- genre Pseudonereis Kinberg, 1865
- genre Rullierinereis Pettibone, 1971
- genre Simplisetia Hartmann-Schröder, 1985
- genre Sinonereis Wu & Sun, 1979
- genre Solomononereis Gibbs, 1971
- genre Stenoninereis Wesenberg-Lund, 1958
- genre Tambalagamia Pillai, 1961
- genre Tylonereis Fauvel, 1911
- genre Tylorrhynchus Grube, 1866
- genre Unanereis Day, 1962
- genre Websterinereis Pettibone, 1971
- genre Wuinereis Khlebovich, 1996

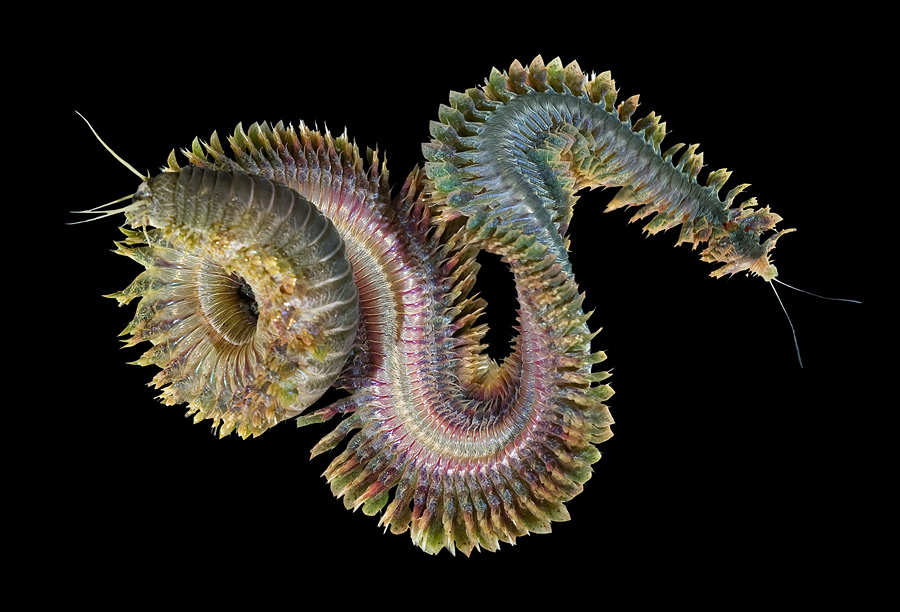
Alitta virens.
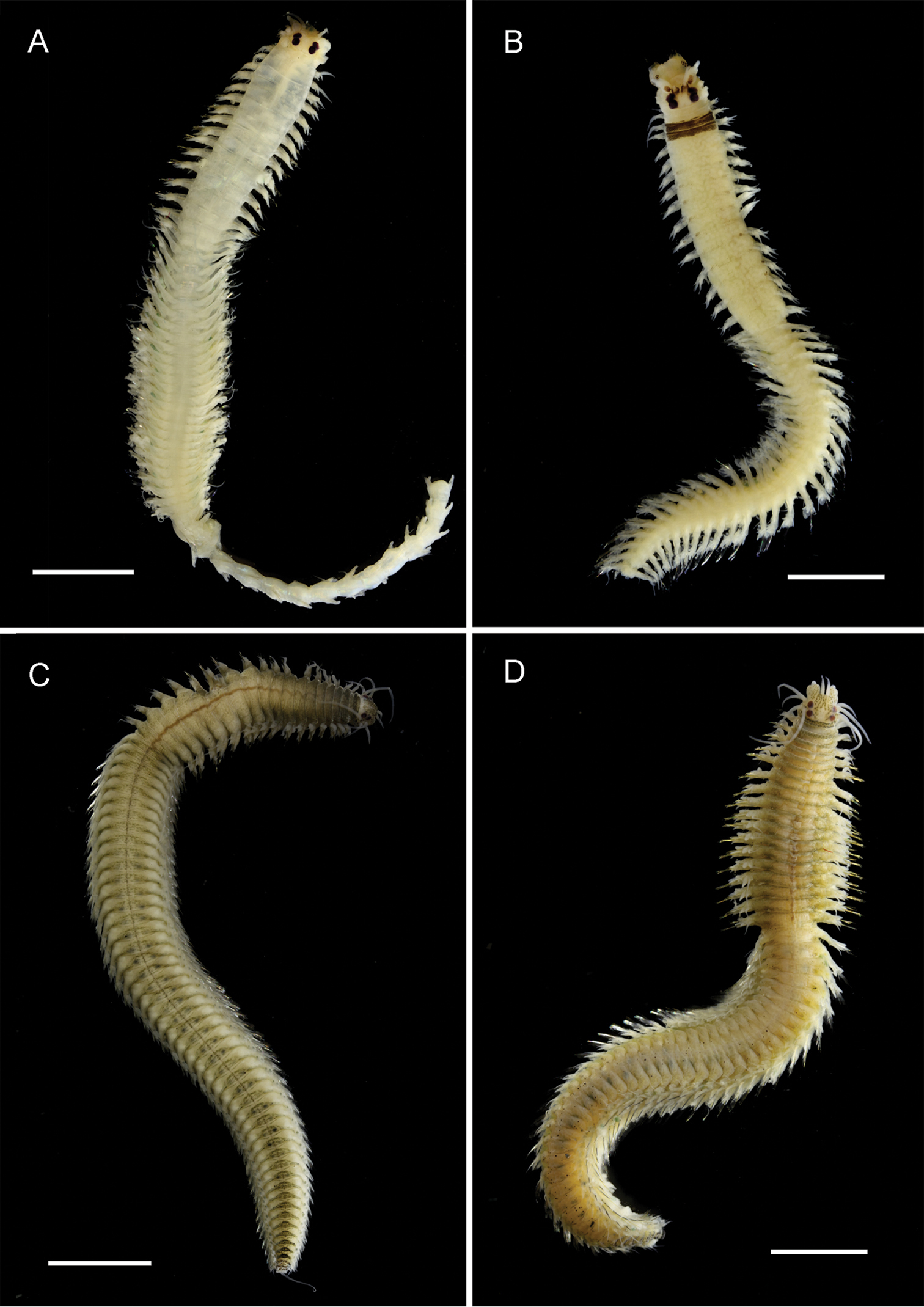
Ceratonereis et Composetia spp.
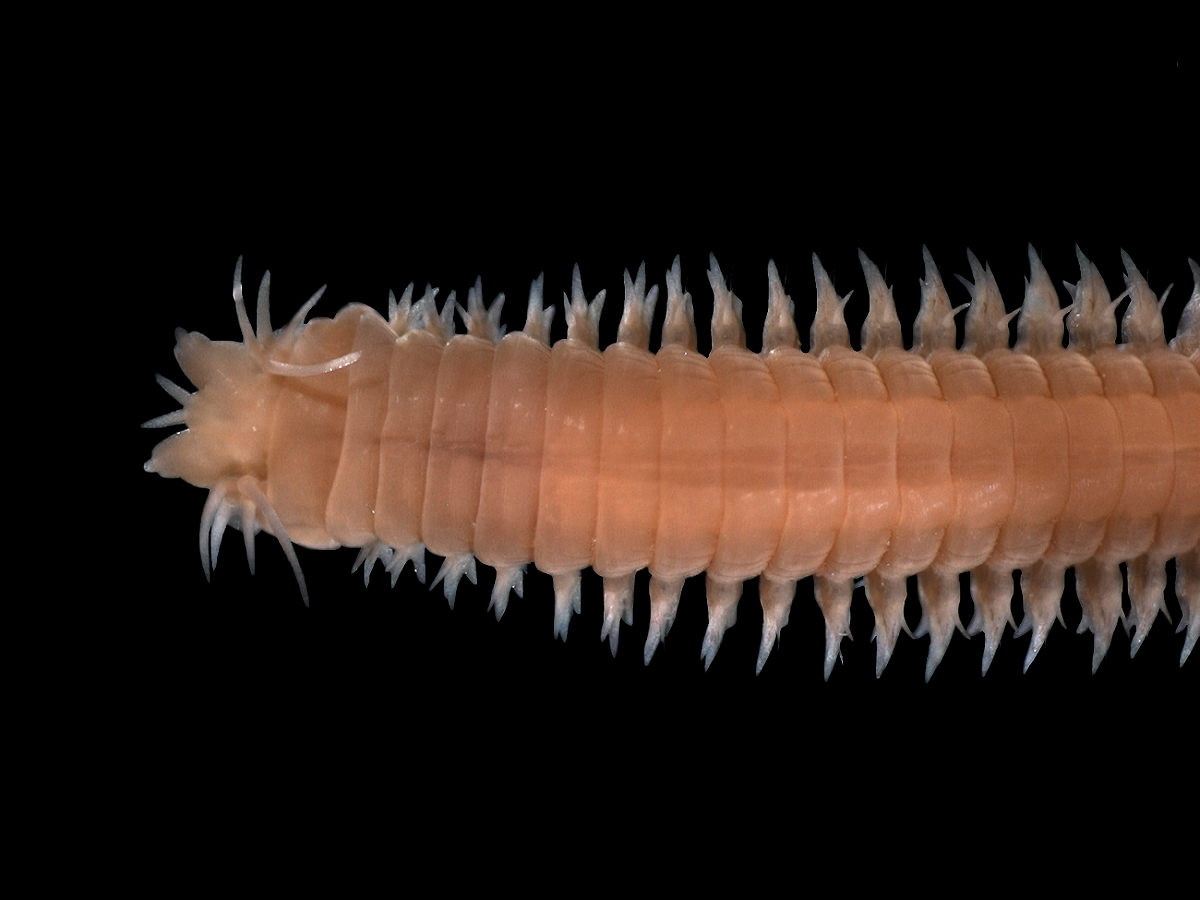
Eunereis longissima.
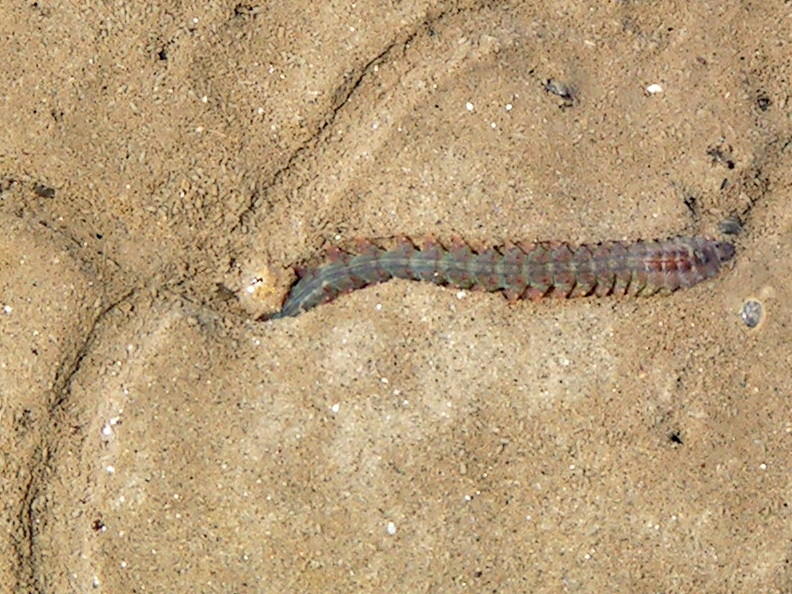
Nereis diversicolor.
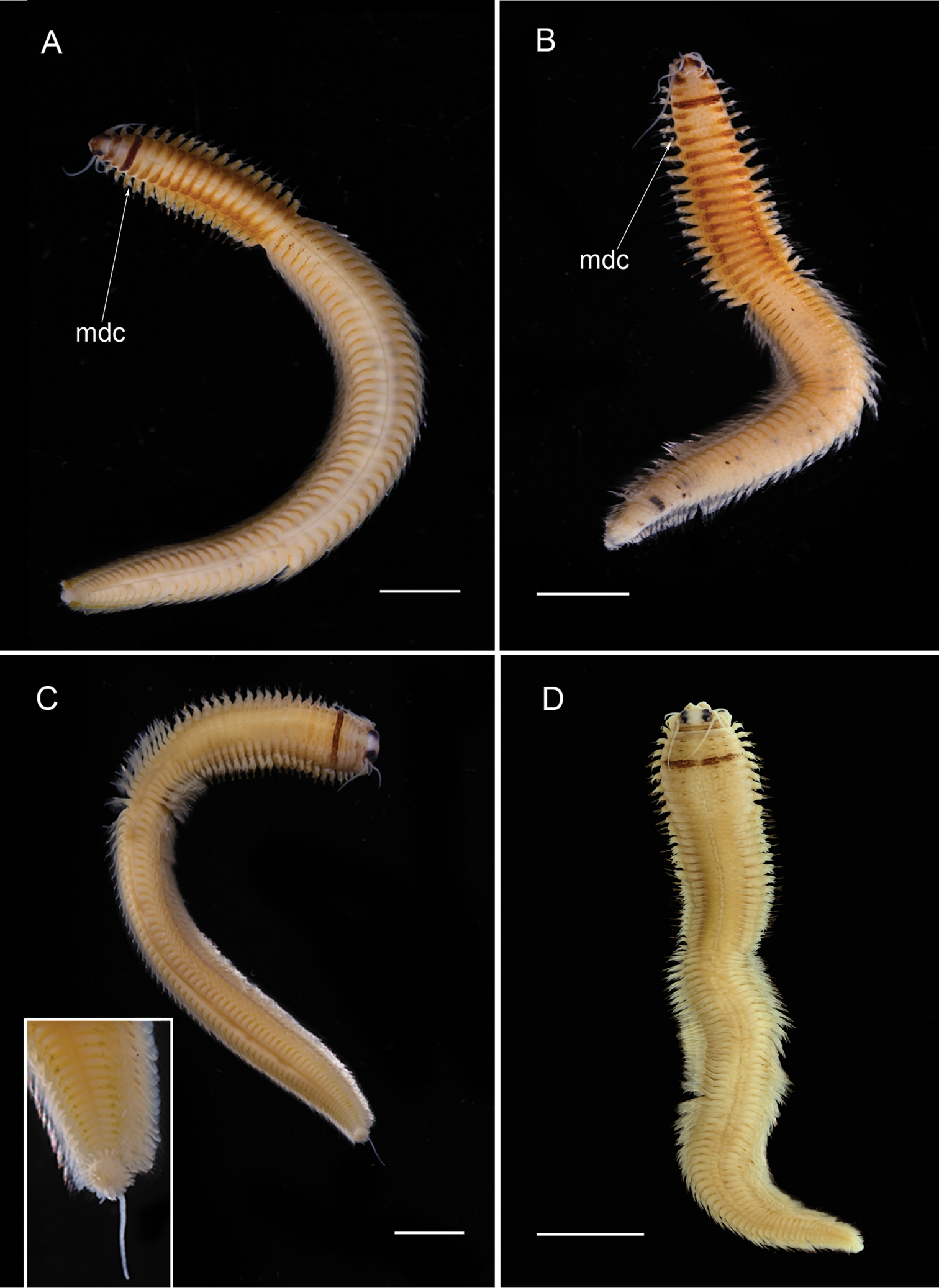
Neanthes spp.
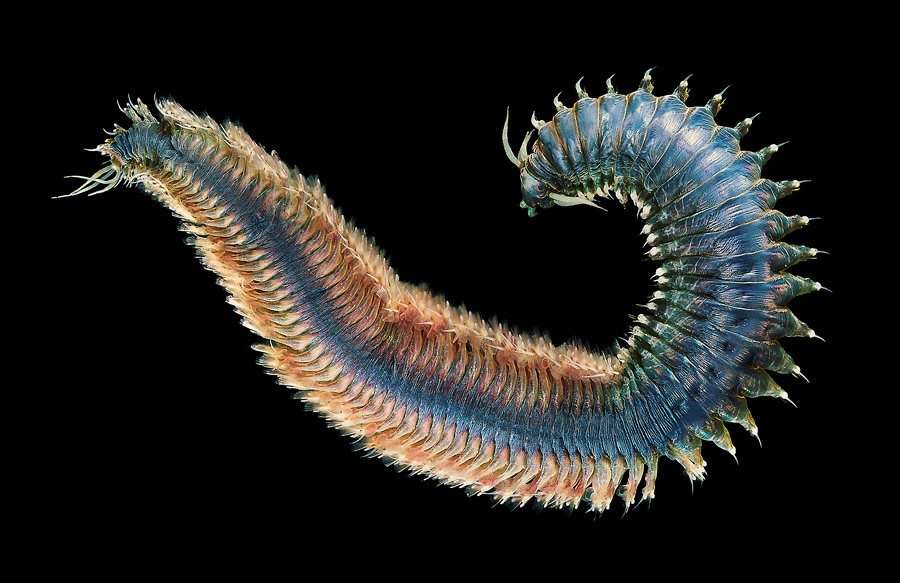
Nereis pelagica.
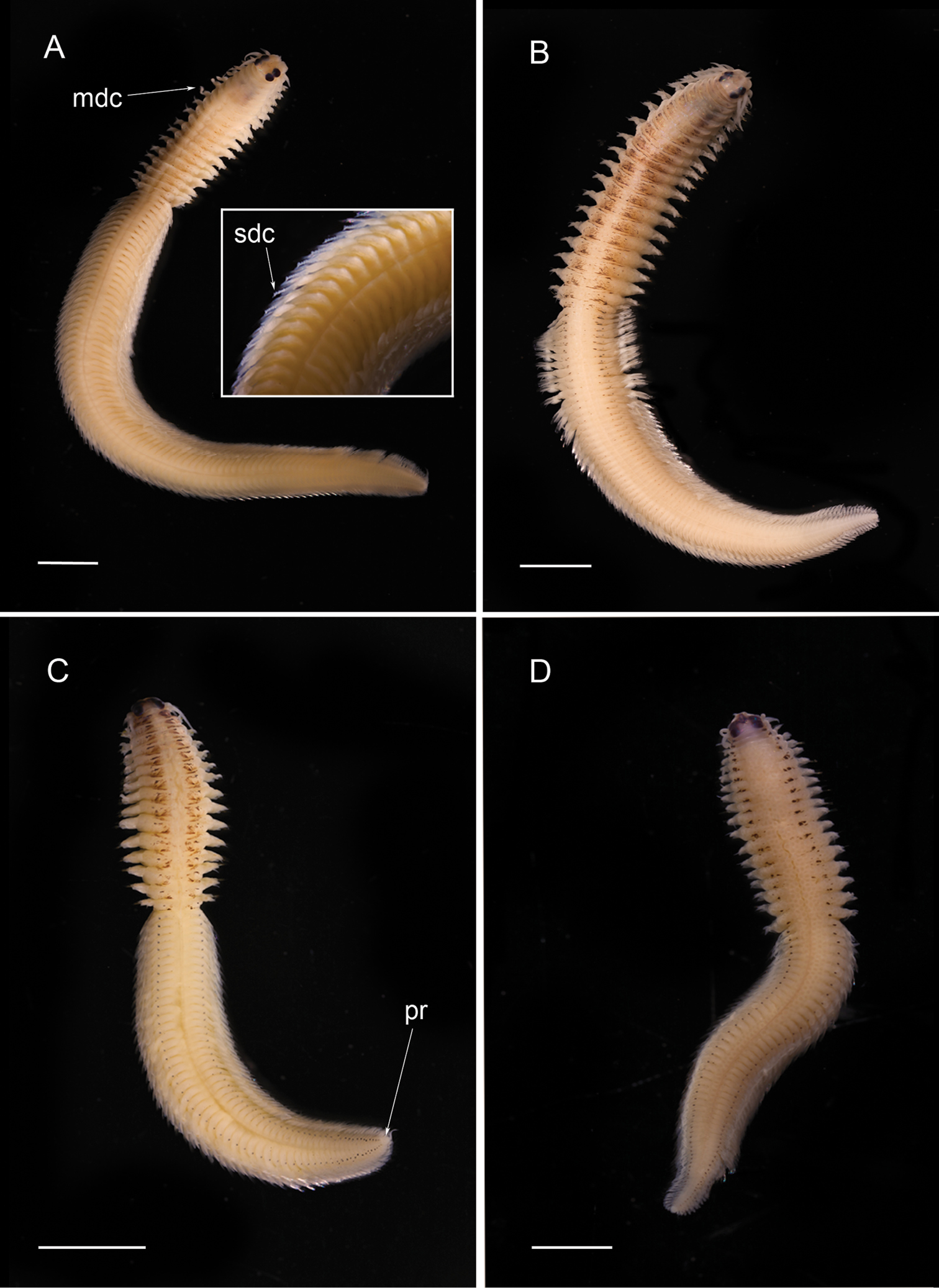
Perinereis spp.
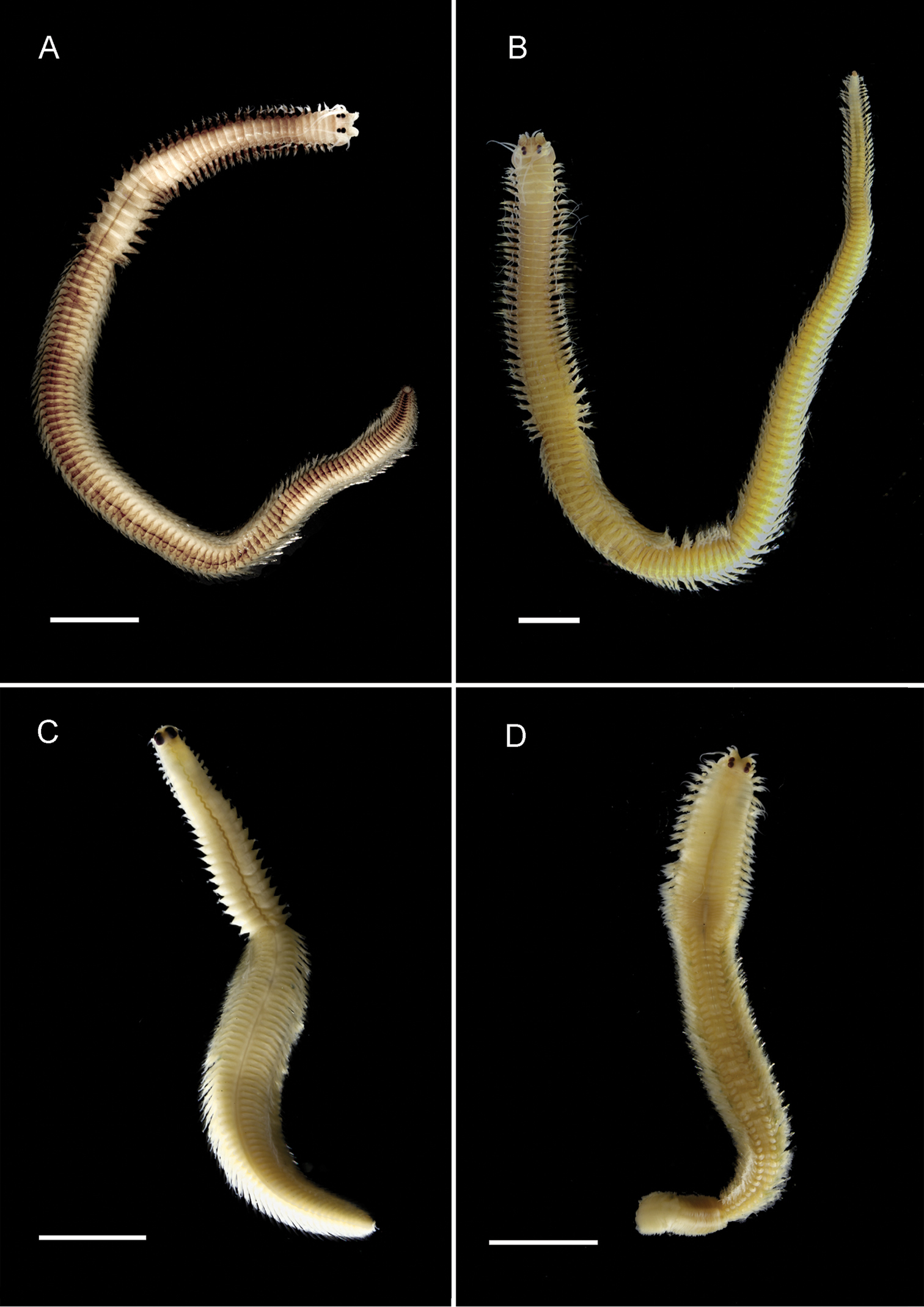
Solomononereis spp.